# Gerd Arntz
 (mars 2016).
Si vous disposez d'ouvrages ou d'articles de référence ou si vous connaissez des sites web de qualité traitant du thème abordé ici, merci de compléter l'article en donnant les références utiles à sa vérifiabilité et en les liant à la section « Notes et références ».
Gerd Arntz, né en 1900 à Remscheid, mort en 1988 à La Haye, était un dessinateur et graphiste allemand.

## Vie et œuvre
Gerd Arntz est né en 1900 à Remscheid dans une famille d'industriels de confession protestante. N'ayant pas souhaité accomplir une carrière d'entrepreneur, il entama en 1919 une formation à l'école d'art de Düsseldorf. Il adopta rapidement des convictions socialistes, ce qui fit de lui un artiste engagé pour la cause du prolétariat. Il eut également des prises de position pacifistes.
Ses premiers travaux célèbres furent produits dans les années 1920, lorsque Arntz, qui était politiquement orienté à gauche et visait une amélioration de la structure sociale, intégra le Groupe des artistes progressistes ("Gruppe progressiver Künstler" (de)) organisé autour d'Heinrich Hoerle (1895–1936) et de Franz Wilhelm Seiwert (1894–1933). Son ambition était de produire une représentation graphique des rapports sociaux, et plus particulièrement de ceux qui concernent la guerre et le capitalisme. Son art était destiné à agir directement sur la société, au moyen d'un style directement constructiviste. Il poursuivit ce projet jusque dans les années Trente, notamment en considération du fascisme qui se développait alors en Europe.
Il émigra aux Pays-Bas en 1934, où il créa en avril 1936 la célèbre linogravure nommée Le Troisième Reich.

## Statistique picturale, Isotype, pictogrammes
Cette volonté de représentation critique des rapports sociaux conduisit Arntz à travailler à un symbolisme censé être universellement compréhensible. En particulier, il réfléchit à la mise en place d'un langage d'images aisément interprétable (l'ISOTYPE, ou International System Of Typographic Picture Education), qu'il élabora en collaboration avec le philosophe et économiste viennois Otto Neurath. Il vécut en Autriche de 1929 à 1934, où il dirigea la section graphique du Musée autrichien d'économie sociopolitique (Österreichisches Gesellschafts- und Wirtschaftsmuseum), et où il élabora la « Méthode viennoise de statistique picturale » (Wiener Methode der Bildstatistik) sous la direction de Neurath. C'est dans ce but qu'il mit en place une technique de représentation par pictogramme.